# Chant XXVI du Paradis
Le Chant XXVI du Paradis est le vingt-sixième chant du Paradis de la Divine Comédie du poète florentin Dante Alighieri. Il se déroule dans le Ciel des étoiles fixes, où résident les esprits triomphants ; nous sommes dans l'après-midi du 14 avril 1300 ou du 31 mars 1300.
Ce chant, ainsi que les deux précédents (XXIV et XXV), constituent une sorte d'« examen » de Dante sur les trois vertus théologales : après une prière initiale de Béatrice, Dante interroge respectivement saint Pierre sur la foi, saint Jacques le Majeur sur l'espérance et saint Jean sur la charité.

## Thèmes et contenus

### Dante questionné sur la Charité: versets 1-66
Dante est encore effrayé par la perte de sa vue, lorsque de la lumière qui l'a ébloui surgit la voix de saint Jean, qui l'encourage à attendre le recouvrement de sa vision en le raisonnant. Il dit ce à quoi son âme aspire, et se console en se disant que Béatrice, son guide, a la capacité de lui rendre la vue. Dante répond qu'il attend, quand elle le voudra, le remède pour ses yeux, grâce auquel Béatrice a suscité en lui l'amour qui persiste encore. L'amour divin, ajoute-t-il, est le début et la fin de tout amour terrestre.
Jean observe que l'argument nécessite une clarification  et demande à Dante d'expliquer qui a dirigé son amour vers Dieu. Le poète répond que les arguments philosophiques et les enseignements divins véhiculés par les Écritures ont imprimé en lui un tel amour, puisque le bien, dès qu'il est compris par l'intellect, suscite un désir d'autant plus fort que le bien (l'amour) est grand. Par conséquent, l'esprit de tout homme qui comprend la vérité de cette affirmation est nécessairement amené à aimer l'être infiniment supérieur à tout autre. C'est ce que montrent Aristote, les paroles de Dieu à Moïse dans la Bible, saint Jean lui-même dans son Évangile.
Après avoir approuvé les paroles de Dante, Jean lui demande de préciser s'il existe d'autres raisons qui le poussent à aimer Dieu. Dante, comprenant l'intention sous-entendue dans la question, reprend en affirmant que dans sa charité il a rencontré tous les stimuli qui peuvent orienter l'âme vers Dieu : l'existence du monde, son existence personnelle, le sacrifice du Christ, l'espérance de la vie éternelle l'ont éloigné de l'amour des biens fallacieux et l'ont conduit vers le salut du véritable amour. Lui, conclut-il, aime chacun de ses voisins en proportion de l'amour que chacun reçoit de Dieu.

### Dante retrouve la Vue: versets 67-81
Dans le ciel résonne un très doux chant de louange à Dieu, auquel se joint Béatrice ; celle-ci, d'un regard radieux, rend la vue à Dante, qui constate avec surprise qu'une quatrième lumière s'est jointe aux trois apôtres (Pierre, Jacques, Jean).

### Adam: versets 82-142

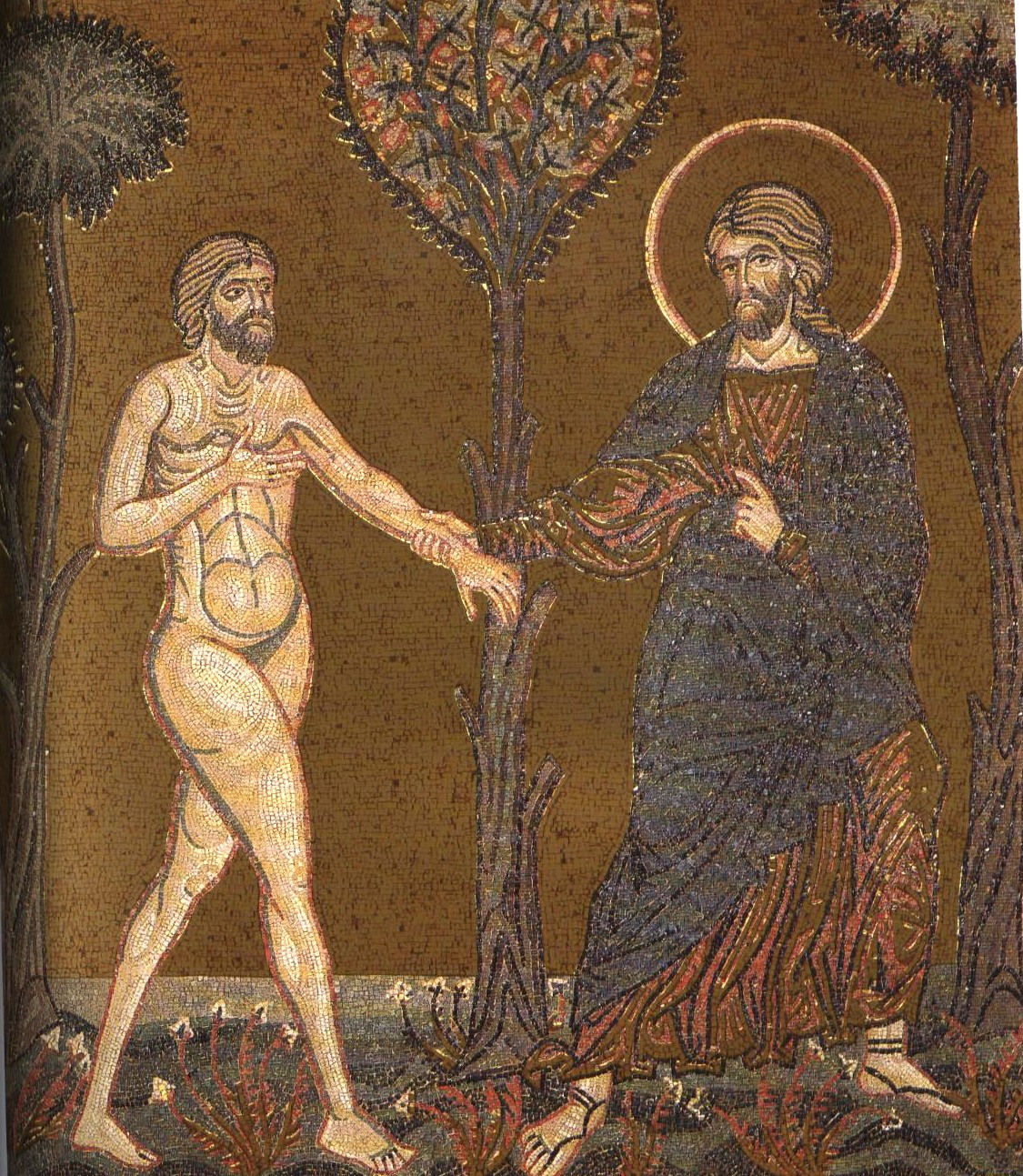
Adam entre au Paradis terrestre. Mosaïque dans la cathédrale de Monreale.

Beatrice explique que c'est Adam. Dante, plein d'étonnement devant le premier homme créé par Dieu, s'incline, puis le supplie humblement de répondre à son désir. La lumière brille davantage, démontrant qu'Adam est heureux d'accéder à la demande ; puis il confirme qu'il lit directement en Dieu le désir de Dante de savoir combien de temps s'est écoulé depuis sa création, combien de temps il est resté dans le Paradis terrestre, pourquoi il en a été expulsé, dans quelle langue il s'est exprimé. Adam répond aux différentes questions dans un ordre différent ; tout d'abord, il déclare que le péché n'était pas de goûter au fruit de l'arbre, mais de désobéir à Dieu. Il a passé 4302 ans dans les limbes avant de monter au Paradis ; sur terre, il a vécu 930 ans. La langue qu'il a créée et utilisée a été complètement perdue avant même la construction de la tour de Babel : aucune œuvre humaine ne peut durer éternellement. La capacité de parler est donnée par la nature, mais les langues concrètes sont le résultat du goût de l'homme. Adam apporte le nom de Dieu comme exemple : I avant le péché d'Adam, El après. Enfin, Adam souligne qu'il n'a passé que sept heures dans le Paradis terrestre avant de pécher.

### Analyse
L'examen sur la charité, effectué par Jean, reprend le modèle des deux Chants précédents, mais est plus rapide et plus agile. Dante répond avec confiance, et la réussite de ce dernier examen est soulignée par le Sanctus dans lequel Béatrice participe avec tous les bienheureux.
Cela nous amène à la deuxième partie du Chant, dans laquelle le poète, désormais reconnu comme digne d'entrer dans l'Empyrée, est surpris et ému par l'apparition du premier homme, Adam. Les questions relatives au péché originel et à l' histoire d'Adam ont fait l'objet d'une réflexion théologique approfondie au Moyen Âge. Dante, qui y avait fait allusion dans le chant XXVIII du Purgatoire, se limitant à dire que l'homme était resté « peu de temps » dans le Paradis terrestre, fait maintenant préciser à Adam combien de temps il y est resté, et obtient de lui d'autres indications chronologiques, avec des correspondances et des périphrases d'un goût typiquement médiéval. Plus importante, cependant, est la déclaration concernant la nature du péché : Dante n'adhère pas à l'interprétation littérale (la pomme impliquerait un péché de gourmandise), mais propose plutôt, selon les propres mots d'Adam, l'identification au péché d'orgueil déterminé par la désobéissance à Dieu.
La plus grande place dans le discours d'Adam est cependant consacrée au problème de l'origine du langage, déjà abordé par Dante dans De Vulgari Eloquentia mais sous une forme différente. Dans le traité, en effet, (I vi 4-7) il est dit que Dieu a donné à Adam la première langue, qui a été propre à toute l'humanité jusqu'à l'épisode de la Tour de Babel, pour ensuite rester l'apanage des seuls Juifs qui n'avaient pas participé à la construction de la Tour. C'est, comme le latin, une langue parfaite et immuable. Dans le Paradis, cependant, Dante présente le langage comme une création humaine, soumise comme toute autre réalité à des transformations et à la variabilité. Adam prend pour exemple les différents noms par lesquels la divinité a été désignée au fil du temps et explique que sa langue d'origine est morte et que sur ses cendres est née la langue hébraïque. Le concept de naturalité et de mutabilité du langage humain, dans lequel on reconnaît des échos d'Horace (Ars Poetica, 60 ss), est ensuite lié à la valorisation du vernaculaire : la Commedia en témoigne également dans ce Chant, riche en traits doctrinaux, en procédés rhétoriques et même en éléments naturalistes (comme, par exemple, les similes des versets 85-90 et 97-102).